# Lichnanthe ursina
Lichnanthe ursina är en skalbaggsart som beskrevs av Leconte 1861. Lichnanthe ursina ingår i släktet Lichnanthe och familjen Glaphyridae. Inga underarter finns listade i Catalogue of Life.